# Вишнєваць
45°58′ пн. ш. 16°55′ сх. д. / 45.97° пн. ш. 16.92° сх. д.
Вишнєваць (хорв. Višnjevac) — населений пункт у Хорватії, у Б'єловарсько-Білогорській жупанії у складі громади Велико Тройство.

## Населення
Населення за даними перепису 2011 року становило 116 осіб.
Динаміка чисельності населення поселення: